# 법률비서
법률비서(legal secretary)는 로펌, 노동조합 법률원 등에서 변호사의 법률사무를 보조하는 사무원을 말한다. 노동조합 법률원에서는 송무지원 간사라고 한다.

## 법률사무 보조원과의 차이
법률사무 보조원(paralegal)은 법학교육을 받은 사람이다. 즉, 법률사무의 핵심인 법학연구, 증거조사, 법률문서, 준비서면 작성 등 사실상 거의 모든 법률사무를 할 수 있도록 법학교육을 받은 사람인데, 변호사 자격증만 없는 사람이다. 반면에 법률비서는 법학교육을 체계적으로 받은 적이 없고,법률업무를 보조하여 문서작성을 맡아서 하는 사무보조원을 말한다.
로펌에는 고문, 패럴리걸, 법률비서, 세무사, 법무사, 변리사, 외국변호사 등이 있는데, 변호사와 함께 또는 지시를 받아 일하는 일반직 직원은 패럴리걸과 법률비서 둘 뿐이다.

## 재판연구원과의 차이
재판연구원(law clerk)은 변호사 자격이 있는 법률사무 보조원을 말한다. 재판연구원은 보통 판사의 법률사무 보조원을 말한다.

## 같이 보기
- 패럴리걸
- 세무사
- 법무사
- 변리사
- 외국변호사
- 법원 서기
- 재판연구원(law clerk)